# Ambulyx montana
Ambulyx montana là một loài bướm đêm thuộc họ Sphingidae. Loài này được tìm thấy ở Thái Lan, Việt Nam và Miến Điện. Chúng giống với Ambulyx semiplacida nhưng lớn hơn.